# Rodin (pel·lícula)
Rodin és una pel·lícula dramàtica del 2017 dirigida per Jacques Doillon. Va ser seleccionat per competir per la Palma d'Or a la secció de competició principal al Festival de Canes 2017. La pel·lícula va rebre crítiques generalment negatives dels principals agregadors d'enquestes. S'ha doblat i subtitulat al català.

## Repartiment
- Vincent Lindon com a Auguste Rodin
- Izïa Higelin com a Camille Claudel
- Séverine Caneele com a Rose Beuret
- Bernard Verley com a Victor Hugo
- Anders Danielsen Lie com a Rainer Maria Rilke
- Arthur Nauzyciel com Paul Cézanne
- Laurent Poitrenaux com a Octave Mirbeau
- Olivier Cadiot com a Claude Monet
- Edward Akrout com Edward Steichen